# Айххорн, Вилли
Вилли Айххорн (нем. Willi Eichhorn, 23 августа 1908, Вальдорф, Карлсруэ — 25 мая 1994, Мангейм, Баден-Вюртемберг) — немецкий гребец, чемпион летних Олимпийских игр 1936 года в двойках вместе с Уго Штраусом, двукратный чемпион Германии.

## Биография
Вилли Айххорн родился в 1908 году. Заниматься академической греблей начал в гребном клубе Mannheimer RC von 1875. Первую значимую национальную награду Айххорн завоевал в 1932, став вместе с Вальтер Цаном серебряными призёрами национального чемпионата в Пассау в соревнованиях двоек распашных без рулевого. В 1934 году немецкая двойка вновь попала в число призёров чемпионата Германии, заняв третье место. Со следующего года партнёром Айххорна по двойке стал Уго Штраус. Гребцы различались внешне довольно сильно — приземистый толстый Штраус и длинный тощий Айххорн, тем не менее уже на первом национальном первенстве им удалось завоевать серебряные награды, а в 1936 году в Берлине стать чемпионами Германии. Эта победа позволила Штраусу и Айххорну выступить на домашних Олимпийских играх.
На предварительном этапе Штраус и Айххорн уверенно выиграли свой заезд, опередив при этом победителей последней Королевской регаты Хенли британцев Томаса Кри и Дэвида Бёрнфорда. Решающий заплыв начался для немецкого экипажа не слишком удачно. Из-за неисправности рулевого управления немецкий экипаж немного отстал от лидеров, но уже к середине дистанции Штраус и Айххорн шли первыми, опережая аргентинцев на 3,2 с., а датчан на 4,6 с. Вторую часть дистанции немцы прошли чуть медленнее датчан, но этого хватило для завоевания золотых медалей. В 1938 году Айххорн и Штраус вновь стали призёрами национального чемпионата, став вторыми в соревнованиях двоек, при этом изначально борьбу за медали вели всего два экипажа.